# USS Windham Bay (CVE-92)
USS Windham Bay (CVE-92) – amerykański lotniskowiec eskortowy typu Casablanca, który w końcowym okresie II wojny światowej wchodził w skład floty Marynarki Wojennej Stanów Zjednoczonych. Został odznaczony trzema battle star za udział w wojnie na Pacyfiku. 
Po wojnie brał udział w operacji Magic Carpet.
W czasie wojny w Korei przywrócony do służby pełnił zadania transportowe.